# 콜럼버스 시빅 센터
콜럼버스 시빅 센터(영어: Columbus Civic Center)는 미국 조지아주 콜럼버스에 위치한 실내 경기장이다. 현재 SPHL 콜럼버스 카턴마우스의 홈경기장으로 사용하고 있으면, 과거 D-리그 콜럼버스 리버드래건즈의 홈경기장으로 사용했다.